# Puka
Puka è un comune rurale dell'Estonia meridionale, nella contea di Valgamaa. Il centro amministrativo è l'omonimo borgo (in estone alevik).

## Località
Oltre al capoluogo, il comune comprende 18 località (in estone küla).
Aakre - Kähri - Kibena - Kolli - Komsi - Kuigatsi - Meegaste - Palamuste - Pedaste - Plika - Põru - Prange - Pühaste - Purtsi - Rebaste - Ruuna - Soontaga - Vaardi